# Cine-Teatro Eduardo Brazão
Cine-Teatro Eduardo Brazão é uma sala de espectáculos de Valadares (Vila Nova de Gaia), Portugal, inaugurada a 12 de Fevereiro de 1928. A construção ficou a dever-se a Alexandre Marta da Cruz, seu fundador, grande impulsionador do desenvolvimento local, chegado a Valadares (Vila Nova de Gaia) em 1921, oriundo de África.
Em Setembro de 1992 foi adquirido pela Câmara Municipal de Vila Nova de Gaia, e requalificado pelo arquitecto Joaquim Massena. Foi reaberto ao público a 19 de Maio de 2007.
A sala de espectáculos é composta por plateia e balcão, com 241 e 61 lugares respectivamente.
O palco possui uma área de 70 metros quadrados, dos quais 16 metros quadrados à frente da boca de cena, onde existe um fosso de orquestra com cerca de 13,5 metros quadrados.
O projecto de arquitectura integra as artes plásticas, através de inúmeras pinturas e esculturas alegóricas ao teatro, nos tectos e paredes, da autoria do mestre José Rodrigues (escultor) e José Emídio.
O Cine-Teatro Eduardo Brazão é propriedade da Câmara Municipal de Vila Nova de Gaia e tem programação regular de Teatro, Dança, Música e Cinema.